# دوچرخه‌سواری

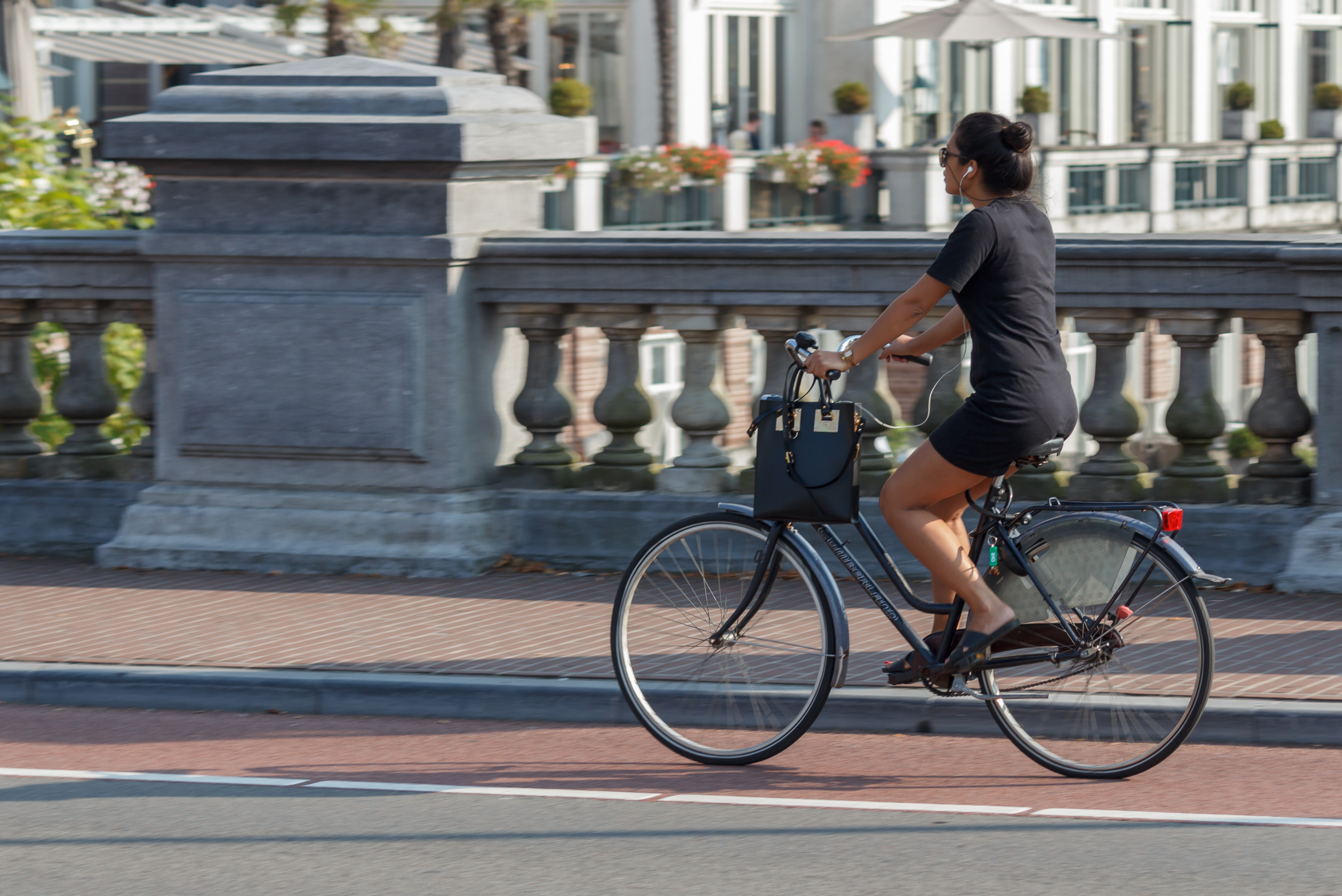
دوچرخه‌سواری یک زن

دوچرخه‌سواری استفاده از دوچرخه برای ترابری، تفریح، تمرینات ورزشی یا ورزش به‌طور مستقل است. افرادی که دوچرخه‌سواری می‌کنند را «دوچرخه‌سوار» یا «دوچرخه‌ران» می‌گویند. دوچرخه‌سواری به‌طور وسیعی به عنوان یک نوع بسیار مؤثر و کارآمد از حمل و نقل در فاصله‌های کوتاه و متوسط در نظر گرفته شده‌است.
دوچرخه‌ها در مقایسه با وسایل نقلیه موتوری دارای مزایای متعددی هستند، از جمله ورزش بدنی مداوم در دوچرخه‌سواری، پارک آسان‌تر، افزایش قدرت مانور، و دسترسی به جاده‌ها، مسیر دوچرخه‌سواری و مسیرهای پیاده‌روی روستایی است. دوچرخه‌سواری کاهش مصرف سوخت‌های فسیلی، آلودگی هوا یا صوتی کمتر، و کاهش بسیار بار ترافیکی را سبب می‌شود. این امر منجر به هزینه‌های مالی کمتر به کاربر و همچنین به جامعه در اشل بزرگ می‌شود (آسیب ناچیز به جاده‌ها، فضای کمتر مورد نیاز برای جاده).
برای توسعه دوچرخه‌سواری به عنوان یک وسیله حمل و نقل سالم و کاهنده بار آلودگی هوا، ترافیک و ناهنجاری‌های صوتی، از سال ۱۳۹۴ یک پویش مردمی گسترده موسوم به سه‌شنبه‌های بدون خودرو توسط کوروش بختیاری و با حمایت محمد درویش - مدیرکل وقت آموزش و مشارکت‌های مردمی سازمان حفاظت محیط‌زیست - راه‌اندازی شد که همچنان ادامه داشته و توانسته صدها کیلومتر مسیر ایمن دوچرخه‌سواری در شهرهای مختلف کشور ایجاد کند.

## تاریخ

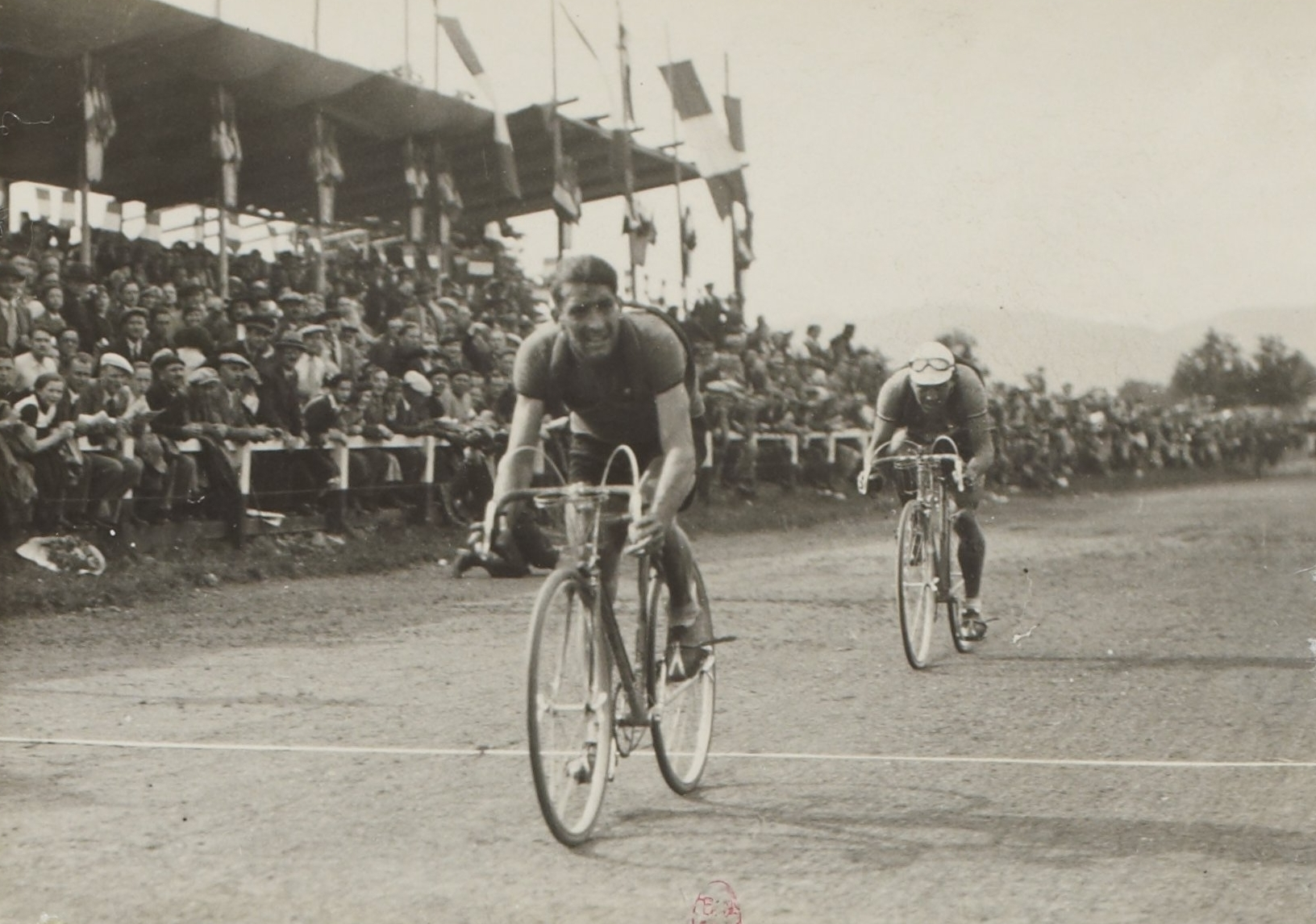
تور دو فرانس در سال ۱۹۳۶

دوچرخه در قرن ۱۹ معرفی شد و درحال حاضر حدود یک میلیارد عدد از آن در سراسر جهان وجود دارد. آن‌ها ابزار اصلی حمل و نقل در بسیاری از نقاط جهان نیز می‌باشند.
اولین فرد در تاریخ که سوار بر دوچرخه شد، یک فرانسوی به نام سیوراک بود. سیوراک، در سال ۱۶۹۰ میلادی دوچرخه‌ای چوبی ساخت که شاخه‌هایی عمودی بر روی چرخهای آن قرار داشت و هر دو چرخ به وسیله یک چوب افق به هم متصل می‌شد. این دستگاه، پنجه رکاب نداشت و حرکت آن به کمک فشار دادن پاها بر روی زمین صورت می‌گرفت. اهالی پاریس، دوچرخه سیوراک را اسب چوبی عنوان داده بودند. اسب چوبی گرچه تعجب مردم پاریس را برانگیخته بود، چندان مورد استقبال قرار نگرفت و فقط فروشندگان دوره‌گرد بودند که برای حمل بار از آن استفاده می‌کردند.
در سال ۱۸۱۷، در شهر کارلسروهه آلمان شخصی به نام بارون فون دریاس دوچرخه پایی کاملتری ساخت و یک زین کوچک هم بر روی آن قرار داد. دوچرخه‌های فون دریاس به زودی در چند پایتخت اروپایی به مردم معرفی شد و شخصی به نام دنیس جانسون یکی از آنها را با خود به انگلستان برد تا از روی آن بسازد و بفروشد.
دنیس جانسون کلاسهایی برای آموزش فن دوچرخه‌سواری ترتیب داد و با این کار مشتاقان بسیاری برای کالای خود به وجود آورد. به این ترتیب، کار و بار دنیس جانسون به قدری گرفت که دوچرخه‌سواری تبدیل به یکی از تفریحات محبوب و متداول روز شد.
در سال ۱۸۱۸، شخصی به نام بارون ساوربرن در فرانسه دوچرخه‌ای ساخت که دارای چرخ بسیار بزرگی در جلو و چرخ کوچکی در عقب بود. به چرخ جلو این دوچرخه عجیب، طنابی دایره‌وار (به صورت حلقه) بسته می‌شد که راننده باید آن را با دست می‌کشید تا چرخ جلو به حرکت درآید و دستگاه را به جلو ببرد. چنین کاری فقط از عهده بندبازها و دوچرخه سوارهای بسیار ماهر برمی‌آمد. از روی این دستگاه عده زیادی افتادند و مجروح و مصدوم شدند.
در سال ۱۸۳۴، آهنگری اسکاتلندی به نام مک میلان برای دوچرخه پنجه رکاب اختراع کرد تا دیگر احتیاجی به فشار پا بر روی زمین نباشد. مک میلان دوچرخه خود را به تدریج و طی پنج سال چنان کامل کرد که می‌توانست تا ۲۲ کیلومتر در ساعت سرعت بگیرد. خود مک میلان نمایشهایی هم برپا می‌کرد تا به مردم ثابت کند که وسیله نقلیه او چه اندازه مطمئن و بی‌خطر است. دوچرخه مک میلان اکنون در موزه لندن نگهداری می‌شود.

## تجهیزات

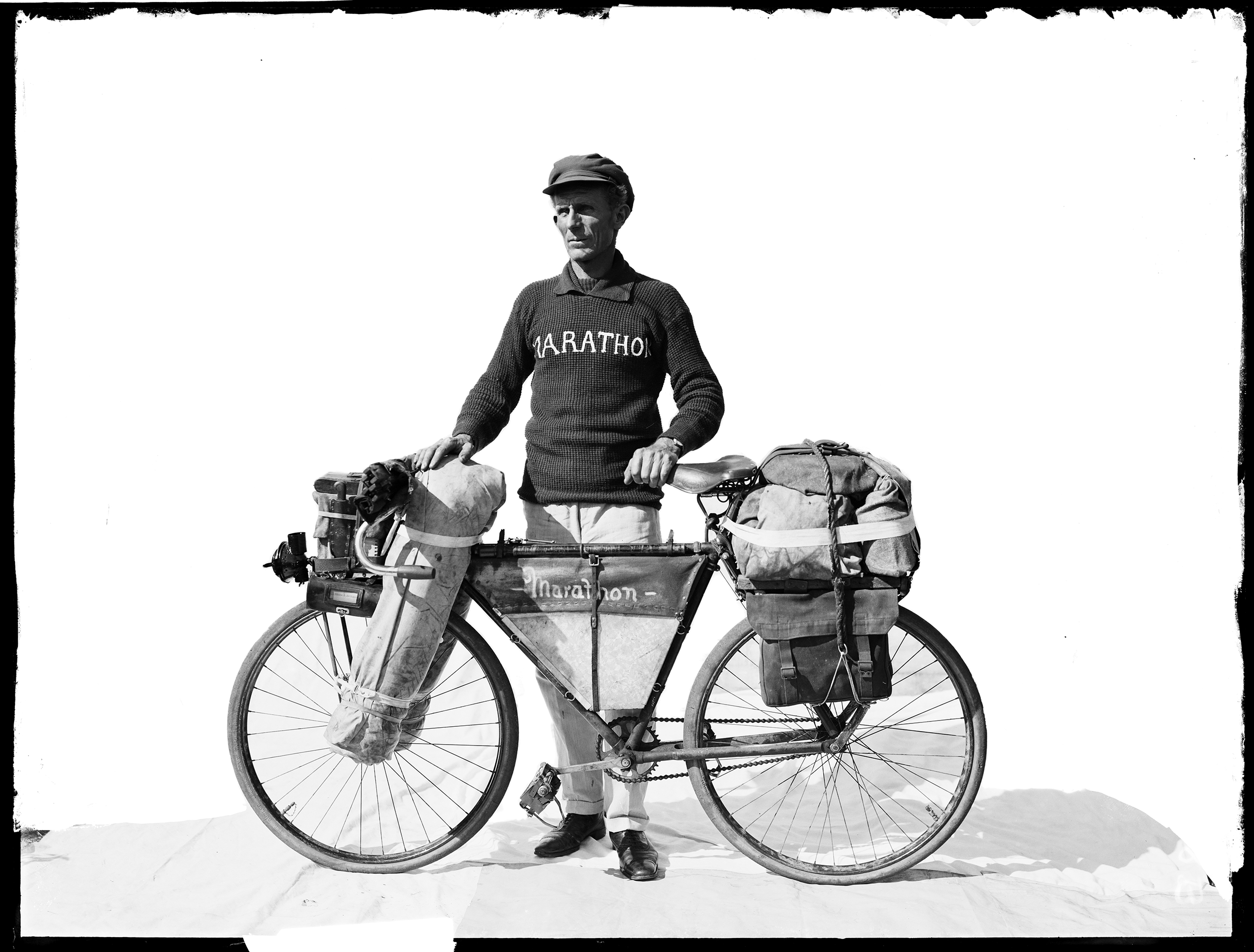
فرنسیس بیرتلیس

در بسیاری از کشورها و به خصوص اروپا و آسیای شرقی، ابزاری که بیشتر در حمل و نقل جاده‌ای مورد استفاده قرار می‌گیرد دوچرخه است. این عمل با تنظیم چهارچوب‌های مهندسی چون حفاظت از دوچرخه‌ران در برابر سراسیمگی‌های ناشی از جاده و سهولت فرمانپذیری در سرعت‌های پایین انجام پذیرفته‌است. ابزار دوچرخه تمایل به تجهیز با لوازم جانبی مانند گلگیر، صندوق بار و چراغ دارد، و به صورت روزانه کاربرد آن‌ها گسترش می‌یابد. از زمانی‌که دوچرخه به عنوان یک وسیله حمل و نقل تأثیر آفرین شد، شرکت‌های مختلف، روش‌هایی را برای حمل هر چیزی، از خرید هفتگی گرفته تا کودکان در دوچرخه ایجاد کردند. برخی کشورها، تکیه بالایی بر دوچرخه کردند و فرهنگ خود را دربارهٔ دوچرخه به عنوان یک شکل اصلی حمل و نقل آن توسعه دادند. در اروپا، دانمارک و هلند بیشترین سرانه دوچرخه دارند و اغلب از دوچرخه برای حمل و نقل روزمره خود استفاده می‌کنند.
دوچرخه‌های جاده‌ای تمایل دارند که شکل عمودی تر و فاصلهٔ دو محور کوتاه تری داشته باشند، که باعث قابلیت سیاری بیشتر ولی راندن سخت‌تر در سرعت آهسته می‌شود. در طراحی، جفت شدن با فرمان پایین یا آویخته، نیاز بیشتر دوچرخه ران را به خم شدن به جلو، استفاده از عضلات قوی تر (به ویژه گلوتئوس ماکسیموس) و کاهش مقاومت در برابر هوا در سرعت بالا، به همراه دارد.
قیمت یک دوچرخه جدید می‌تواند از حدود ۵۰$ تا بیش از $۲۰٬۰۰۰ (بالاترین قیمت دوچرخه در جهان، دوچرخهٔ Madone، به سفارش دیمین هرست، است که $ ۵۰۰٬۰۰۰ به فروش رسید)بسته به کیفیت، نوع و وزن (عجیب‌ترین دوچرخه جاده‌ای می‌تواند وزنی به مقدار ۳٫۲ کیلوگرم (۷ پوند) داشته باشد). اگر چه، UCI در آیین‌نامه‌ای تصریح کرد که یک دوچرخه مسابقه قانونی نمی‌تواند وزنی کمتر از ۶٫۸ کیلوگرم (۱۴٫۹۹ پوند) داشته باشد. اندازه‌گیری دوچرخه و سوار شدن آزمایشی آن قبل از خرید توصیه می‌شود.
اجزای پیشرانه دوچرخه نیز باید در نظر گرفته شود. دوچرخه Derailleur درجه متوسط برای یک مبتدی کافی است، اگر چه بسیاری از دوچرخه‌ها به دنده هاب مجهز شده‌است. اگر دوچرخه‌ران قصد دارد تا مقدار قابل توجهی از تپه نوردی کند، یک سیستم دنده طبق قامه (Crankset) دارای سه زنجیرگیر (triple-chainrings) ممکن است ترجیح داده شود. درغیر این صورت، دو زنجیرگیر (chainring) که نسبتاً سبک‌تر و ارزان‌تر است بهتر میی باشد. دوچرخه‌هایی ساده‌تر با چرخ ثابت (دنده ثابت) نیز در دسترس هستند.
بسیاری از دوچرخه‌های جاده ای، در کنار دوچرخه‌های کوهستان، شامل پدال‌های بدون گیره با کفش‌های ویژه ضمیمه هستند، که از طریق یک گوه، دوچرخه‌سواران را قادر می‌سازند تا پدال‌ها را هم‌زمان که فشار می‌دهد بطرف خود بکشد. از لوازم‌های جانبی دیگر دوچرخه، چراغ‌های جلو و عقب، زنگ یا بوق، صندلی حمل کودک، رایانه دوچرخه سواری با GPS، قفل، نوار فرمان، گلگیرها، صندوق، سبد و حامل بار، بطری آب و جای بطری هستند.
با نصب قفسه دوچرخه در جلوی اتوبوس، سازمان‌های حمل و نقل به‌طور قابل توجهی می‌توانند پوشش مناطق خدمت خود را افزایش دهند. در میان معایب دوچرخه‌سواری ایجاب و التزام دوچرخه (به استثنای سه چرخه یا چهار چرخه) به مواردی چون، حفظ تعادل آن توسط دوچرخه‌ران به منظور راست ماندن، حفاظت کم در برابر تصادفات در مقایسه با وسایل نقلیه موتوری، زمان سفر طولانی (به جز در مناطق پرجمعیت)، آسیب‌پذیری در شرایط آب و هوایی، مشکل در حمل و نقل مسافر وجود دارد، و این واقعیت که یک سطح اولیه تناسب اندام برای دوچرخه‌سواری در مسافت‌های متوسط و طولانی مورد نیاز است.
لباس مناسب و تجهیزاتی نظیر کلاه و عینک در تمامی رشته‌های دوچرخه سواری از اهمیت ویژه ای برخوردار است. لباس مناسب می‌تواند راحتی شما را در زمان دوچرخه سواری افزایش دهد و تجهیزات کلاه، عینک، دستکش و حتی شورت مخصوص دوچرخه سواری برای جلوگیری از آسیب یک الزام است.

## مسابقات دوچرخه‌سواری

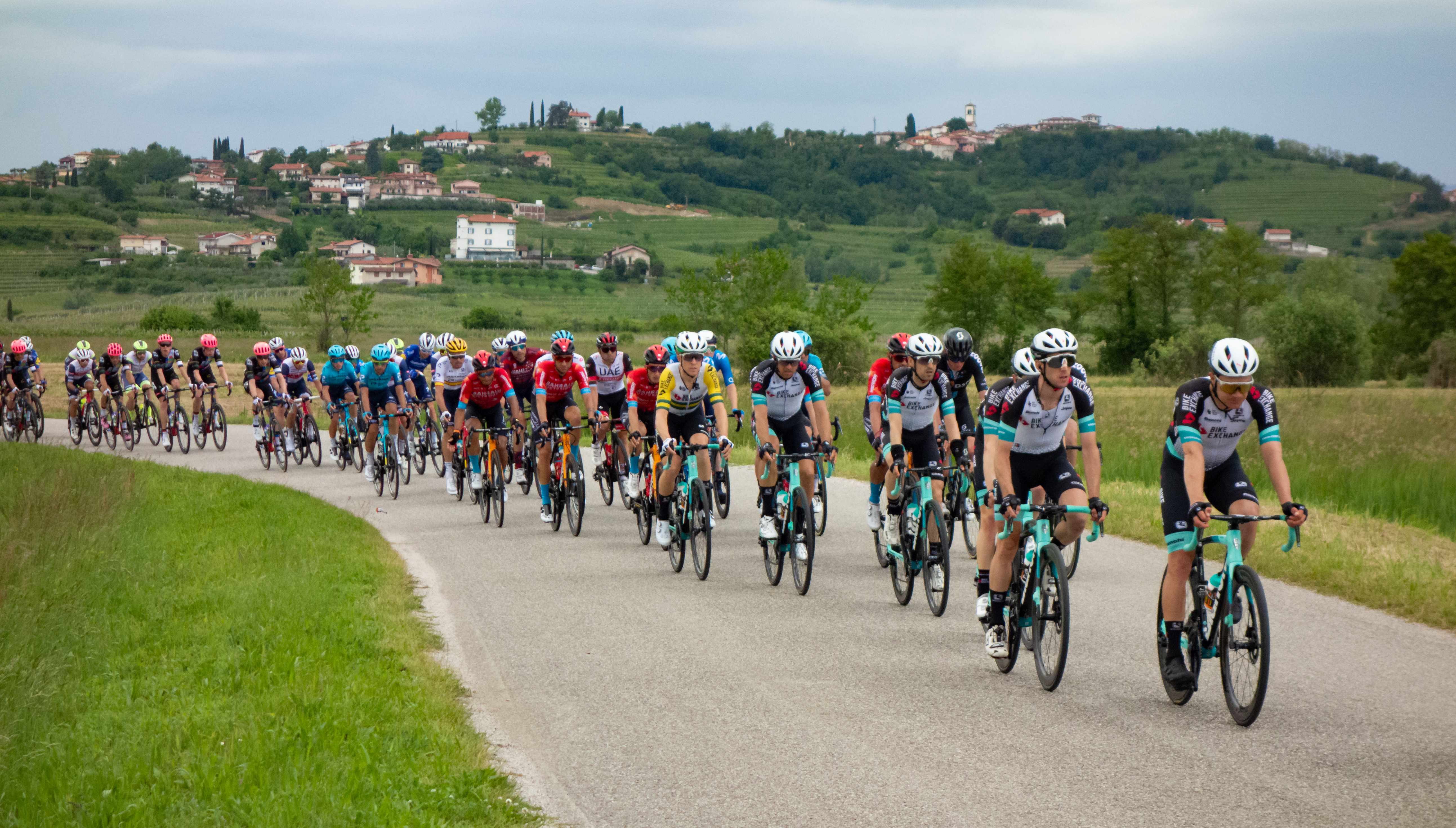
مسابقات دوچرخه سواری ۲۰۲۱ ایتالیا

دوچرخه‌سواری نام ورزشی است که آن را می‌توان به صورت تک‌نفره یا گروهی انجام داد.
به دلیل کشش عضلات پا در این ورزش لازم است که دوچرخه‌سوار در حین مسابقه از استقامت بسیار بالایی برای طی کردن مسافت‌های نسبتاً طولانی برخوردار باشد.
از مهم‌ترین مسابقات دوچرخه‌سواری جاده، می‌توان از تور دو فرانس نام برد.
یکی از ورزش‌هایی که با جرئت می‌توان گفت بیشترین زیر مجموعه‌ها را دارد دوچرخه‌سواری است.
۱:دوچرخه‌سواری کوهستان:
کراس کانتری، تایم تریل کوهستان، ماراتن کوهستان، دانهیل
۲:دوچرخه‌سواری جاده:
استقامت، دو امتیازی، تایم تریل تیمی، تایم تریل انفرادی، آمونیوم
۳:دوچرخه‌سواری نمایشی:
جامپ / dirt jump، جامپ تریال
۴:دوچرخه‌سواری پیس:
اسپرینت، اسپرینت تیمی، دوچرخه‌سواری کیرین، نیمه استقامت، تعقیبی انفرادی، تعقیبی تیمی، دور امتیازی، سرعتی- استقامتی.
این ۴ گروه به چند دسته دیگر تقسیم می‌شوند که هر کدام یک ورزش مجزا است و دوچرخه‌های مخصوص خودشان را دارند؛ مثلاً در دوچرخه‌سواری کوهستان دو رشته مرسوم و پر طرفدار کراس کانتری و دانهیل وجود دارد که در ایران از محبوبیت خاصی میان دوچرخه‌سواران برخوردار است.
در دوچرخه‌سواری نمایشی دوچرخه‌سواری بی ام ایکس و تریال و در کورسی پیست و جاده.
دوچرخه دارای تنوع بسیار بالایی جهت انواع کاربردهای گوناگون است. از دوچرخه‌های شهری تا دوچرخه‌های مسابقات جاده، کوهستان، مسافرتی، و ده‌ها سبک دیگر می‌توان برای آن نام برد. در ضمن ورزش دوچرخه سواری برای بالا بردن سلامتی امکان بهره‌مندی از طبیعت را نیز فراهم می‌کند. به خصوص با دوچرخه کوهستان می‌توان در کمترین زمان ممکن بیشترین بهره و استفاده از طبیعت‌های بکر را برد. همچنین برای شناخت کامل از انواع دوچرخه و سبک‌های زیر مجموعه آن مقالات منتشر شده در مجله دوچرخه و طبیعت که به‌صورت رایگان در دسترس قرار دارد را مطالعه نمایید.

## نقش دوچرخه در جنگ جهانی اول
دلایل موفقیت دوچرخه سوار در ارتش چندان دور از ذهن نیست؛ نخست باید بدانیم که سرباز دوچرخه سوار، برخلاف سواره نظام، می‌تواند مسیرهای سربالایی را بدون تولید هیچ‌گونه صدایی پیش برود. این امر، برتری بسیاری را نسبت به دشمن پر سر و صدایش به او می‌بخشد. اما سکوت تنها مزیت استفاده از دوچرخه نیست بلکه سرعت، دیگر ویژگی مهمی است که می‌تواند بسته به شرایط، هم در زمان حمله و هم در هنگام عقب‌نشینی مورد استفاده قرار گیرد. قابلیت استتار دوچرخه هم یکی دیگر از امتیازت مهم دوچرخه است که می‌تواند منجر به شکست را به پیروزی تبدیل کند. دوچرخه سوار گاه می‌تواند در جاده‌های هموار به نحوی مستتر شود که عملاً مثل موجودی نامرئی به نظر برسد.
به علاوه بسیاری از استراتژیست‌های نظامی می‌گویند که دوچرخه برخلاف اسب، نیازی به استراحت، تغذیه و آب نوشیدن ندارد و همین امر سبب می‌شود که به مقدار زیادی در هزینه‌های دوچرخه و آموزش سربازان صرفه جویی شود و سوار شدن و راندنش نیز به سرعت و آسانی صورت پذیرد. ماجرای زیر یکی از بهترین نمونه‌های تأثیرگذاری سربازان دوچرخه سوار است که طی آن چند دوچرخه سوار بریتانیایی توانستند جان صدها نفر از متحدان خود را نجات دهند.

## اثرات سلامتی

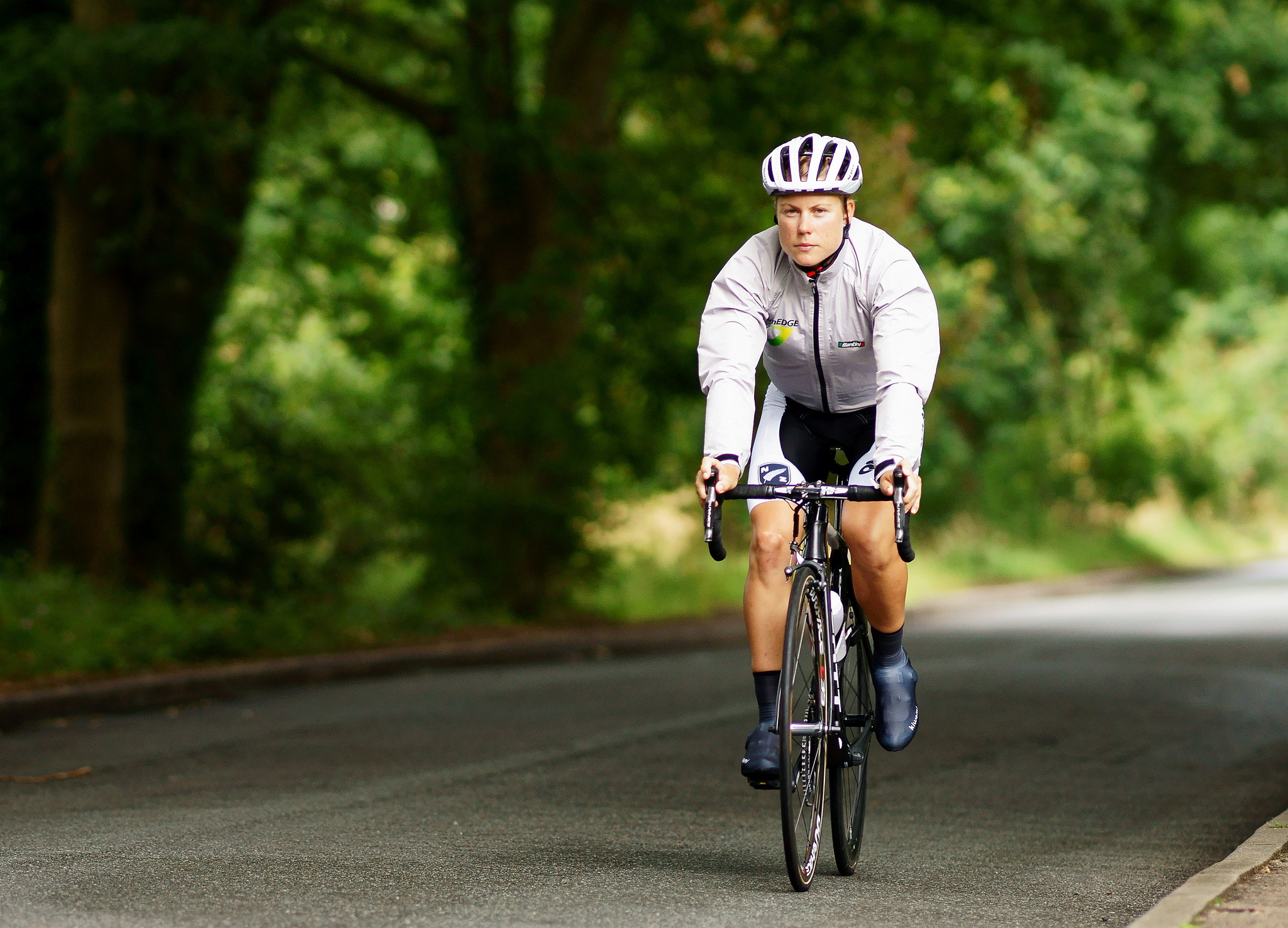
لیندا ویلومسن دوچرخه‌سوار دانمارکی

زمانی که دوچرخه سواری با سبک زندگی بدون تحرک مقایسه شود مزایای سلامتی دوچرخه سواری بیشتر از خطرات و عوارض آن است، یک مطالعه هلندی نشان داد که دوچرخه سواری منظم می‌تواند طول عمر را تا ۱۴ ماه افزایش دهد.
دوچرخه سواری در هلند معمولاً ایمن تر از سایر نقاط جهان است، بنابراین نسبت ریسک خطر به فایده دوچرخه سواری در مناطق دیگر متفاوت خواهد بود. به‌طور کلی، نشان داده شده‌است که مزایای دوچرخه‌سواری یا پیاده‌روی در مقایسه با عدم ورزش، از جمله طیف گسترده‌ای از پیامدهای فیزیکی و ذهنی، با نسبت‌های ۹:۱ تا ۹۶:۱ از خطرات بیشتر است.
طبق تحقیقات به دست آمده، دوچرخه سواری به‌طور کلی با افزایش سلامت و تندرستی مرتبط است. طبق گزارش سازمان بهداشت جهانی WHO))، عدم تحرک بدنی پس از سیگار کشیدن به عنوان یک خطر برای سلامتی در کشورهای توسعه یافته، رتبه دوم را دارد و با ۲۰ تا ۳۰ درصد افزایش خطر ابتلا به سرطان‌های مختلف، بیماری‌های قلبی و دیابت مرتبط است. و مطابق گزارش سازمان بهداشت جهانی WHO)) ده‌ها میلیارد دلار هزینه مراقبت‌های بهداشتی در سال می‌شود.

## دوچرخه های برقی
با پیشرفت تکنولوژی و ظهور موتور های براشلس دوچرخه های برقی نیز پا به عرصه گذاشتند . دوچرخه های برقی این امکان را دارند تا از انرژی ایجاد شده در مسیر های سرپایینی باتری های های خودرا شارژ کنند.

## نگارخانه

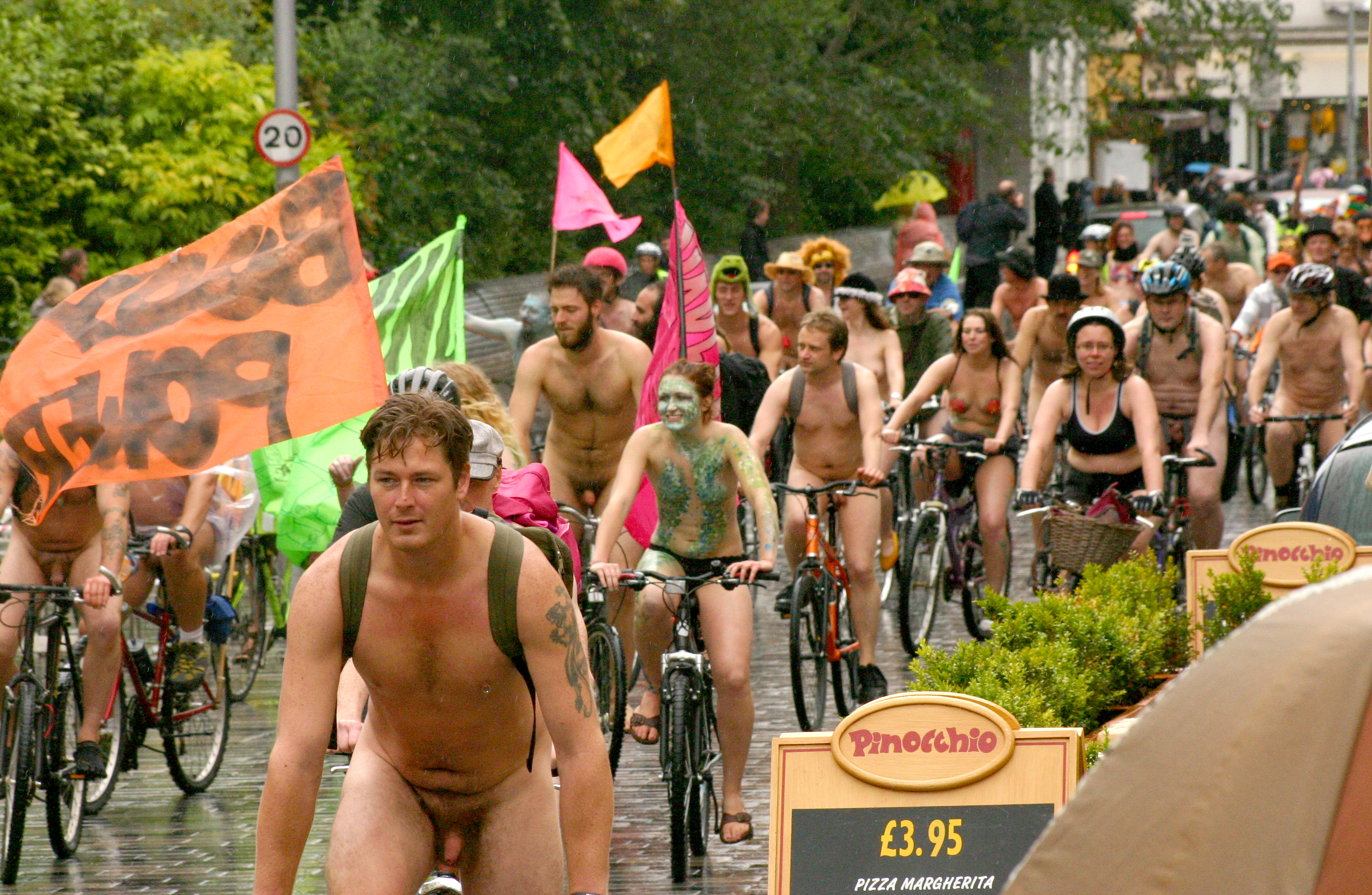
مراسم جهانی دوچرخه‌سواری لخت در شهر برایتون سال ۲۰۱۱
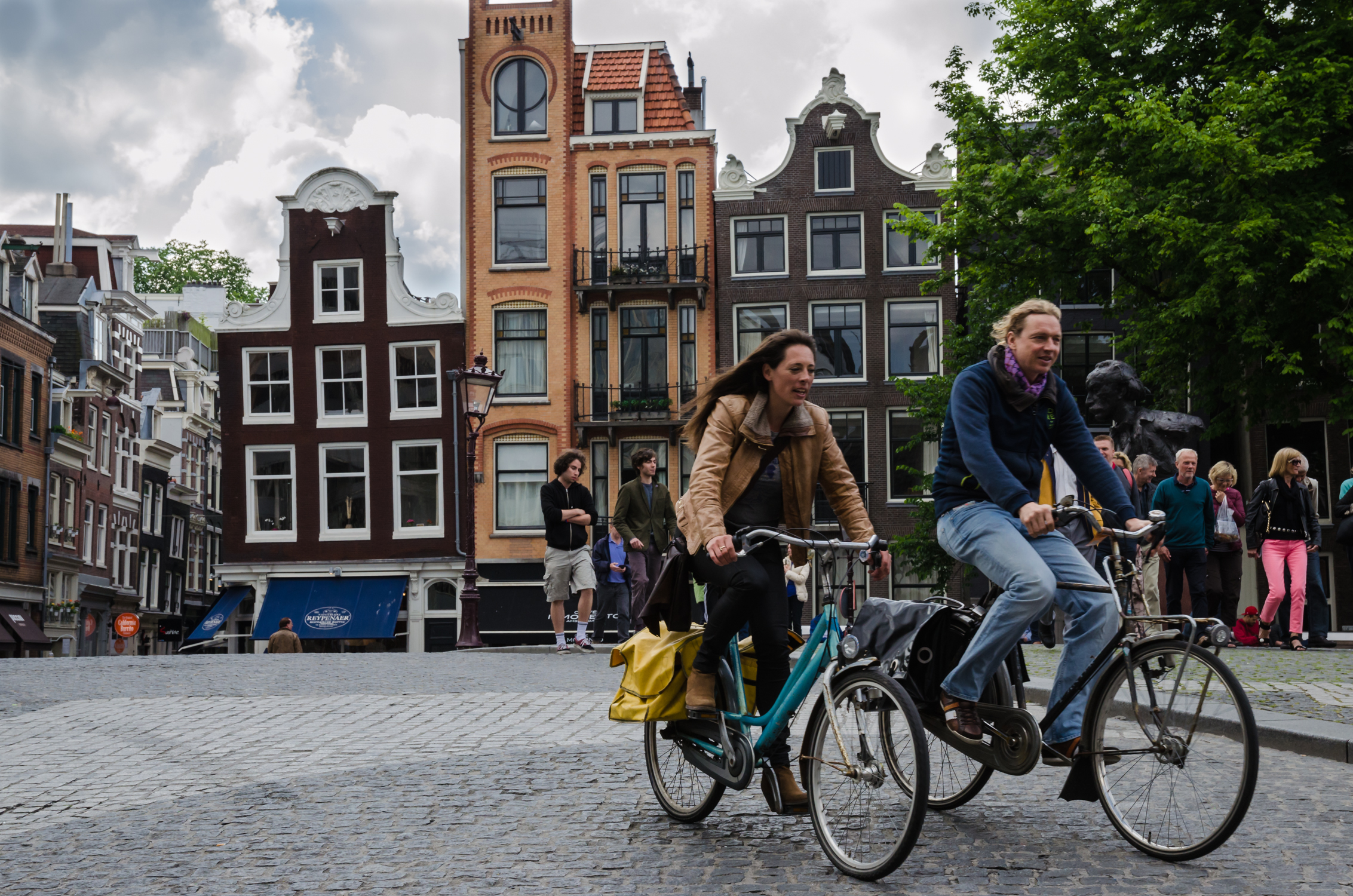
دوچرخه‌سواری در آمستردام بسیار رایج است.